# 樊鯈
樊鯈（？—67年），字长鱼，东汉南阳郡湖阳（河南省唐河南）人。东汉外戚、学者，光武帝刘秀表弟，寿张侯樊宏的儿子。
樊鯈的姑姑樊娴都是汉光武帝刘秀之母，樊鯈嗣父亲樊宏爵为寿张侯，永平二年（59年）改封燕侯。治学《公羊严氏春秋》。汉明帝时为长水校尉，和公卿一起制定郊祀礼仪。
| 東漢燕侯國（59年－？）        |      |            |      |          |            |
| 傳位                          | 世   | 稱號及諡號 | 姓名 | 在位年數 | 在位時間   |
| 第1任                         | 始封 | 燕哀侯     | 樊鯈 | 9年      | 59年－67年 |
| 第2任                         | 二世 | 燕侯       | 樊汜 | ？       | ？         |
| 第3任                         | 三世 | 燕侯       | 樊時 | ？       | ？         |
| 第4任                         | 四世 | 燕侯       | 樊建 | ？       | ？         |
| 第5任                         | 四世 | 燕侯       | 樊盼 | ？       | 120年－？  |
| 第6任                         | 五世 | 燕侯       | 樊尚 | ？       | ？         |
| 於永和五年（140年）以前，國除 |      |            |      |          |            |